# Primtalssætningen
Primtalssætningen anvendes til at beregne sandsynligheden for, at et tilfældigt valgt heltal er et primtal. Den forudsætter, at antallet af primtal mindre end x kan approksimeres med {\displaystyle x/\ln(x)},  og den relative fejl ved denne approksimation bliver forsvindende når {\displaystyle x} går mod uendelig. Denne sammenhæng anses for bevist i 1896 og bygger på Euklids modstridsbevis.
Det er muligt at beregne, hvor mange tal, der skal undersøges, før man med stor sandsynlighed har fundet et primtal. Hvis ambitionen er at finde et primtal med 100 cifre, skal der testes {\displaystyle \log }10100 tal, dvs. 230.
Der findes dog stadig ikke en sikker metode til at afgøre, om et meget stort tal er et primtal, så der afholdes internationale konkurrencer iblandt computere om at afsløre det næste primtal i rækken. I slutningen af 2008 var det største kendte primtal 243.112.609-1. Tallet blev fundet den 23. august 2008 af GIMPS. 